# 中川謙二郎
中川 謙二郎（なかがわ けんじろう、1850年10月26日（嘉永3年9月21日） - 1928年（昭和3年）4月16日）は明治時代から大正時代にかけての日本の教育者、文部官僚。
共立女子職業学校（共立女子中学校・高等学校の前身）校長、仙台高等工業学校（東北大学工学部の前身の一つ）初代校長、東京女子高等師範学校（お茶の水女子大学の前身）校長を歴任した。

## 人物
京都府丹波国南桑田郡馬路村（現在の京都府亀岡市馬路町）生まれ。1900年（明治33年）に京都法政学校（現・立命館大学）を設立した中川小十郎の実母・さきの弟にあたる。謙二郎は西園寺公望の山陰道鎮撫、北越鎮撫に参加後、西園寺の誘いで東京開成学校（現在の東京大学）に学び、1901年（明治34年）文部省視学官となった。新潟学校、学習院、東京女子高等師範学校（現・お茶の水女子大学）の教諭・校長を経て仙台高等工業学校（現東北大学工学部の母体）初代校長となった。1918年6月21日、錦鶏間祗候に任じられた。

## 親族
- 中川小十郎 - 甥（貴族院議員、文部省官僚、台湾銀行頭取、京都法政学校（現・立命館大学）創立者、京都帝国大学初代事務局長）
- 流政之 - 大甥（芸術家）

## 栄典・授章・授賞
- 1884年（明治17年）9月30日 - 従七位[2]
- 1900年（明治33年）9月21日 - 従五位[3]
- 1912年（明治45年）1月31日 - 従四位[4]

## 著作
- 「明治初年の女子教育」（国民教育奨励会編纂 『教育五十年史』 民友社、1922年10月 ／ 国書刊行会〈明治教育古典叢書〉、1981年4月 ／ 日本図書センター、1982年1月）

著書
- 『訓蒙化学』 弘文社、1881年11月上巻・下巻
  - 日本科学史学会編 『日本科学技術史大系 第8巻 教育1』 第一法規出版、1964年12月 - 抄録
  - 海後宗臣編纂 『日本教科書大系 近代編第二十二巻 理科（二）』 講談社、1965年12月
  - 板倉聖宣ほか編著 『理科教育史資料 第2巻 理科教科書史』 東京法令出版、1986年10月 - 抄録
- 『簡易化学器械』 金港堂、1891年4月
- 『婦人の力と帝国の将来』 冨山房、1925年7月
  - 『婦人の力と帝国の将来』 日本図書センター〈近代日本女子教育文献集〉、1984年7月　ISBN 4820568744

訳書
- 『理科読本』 金港堂、1886年1月第一・第二・第三

## 関連文献
- 「故従三位勲三等中川謙二郎叙勲ノ件」（国立公文書館所蔵 「叙勲裁可書・昭和三年・叙勲巻一」） - アジア歴史資料センター Ref.A10113041800
- 「第九部審査官中川謙二郎君」（『第五回内国勧業博覧会 審査官列伝 前編』 金港堂書籍、1903年4月）
- 栗原古城 「中川謙二郎君」（『教育界』第9巻第7号、金港堂書籍、1910年5月）
- 「東京女子師範学校長 中川謙二郎君」（松下長重編 『東洋成功軌範』 中央教育社、1911年12月）
- 香川栄一編 『清芬録』 桜蔭会、1923年
- 新保磐次 「中川謙二郎先生小伝」（前掲 『婦人の力と帝国の将来』）
- 庄司荘重郎編 『中川謙二郎先生』 桜蔭会、1929年4月